# De 120 dagen van Sodom
De 120 dagen van Sodom (volledige titel: De 120 Dagen van Sodom of De School der Losbandigheid) (Frans: Les 120 Journées de Sodome ou l'école du libertinage) is een pornografische roman van de Franse schrijver en edelman Donatien Alphonse François, markies de Sade. Beschreven als zowel pornografisch als erotisch, werd het geschreven in 1785. Het vertelt het verhaal van vier rijke mannelijke libertijnen die besluiten om de ultieme seksuele bevrediging in orgieën te ervaren. Hiervoor sluiten ze zich vier maanden lang op in een ontoegankelijk kasteel in het hart van het Zwarte Woud,  met een harem van 36 slachtoffers, voornamelijk mannelijke en vrouwelijke tieners, en schakelen ze vier vrouwelijke bordeelhouders in om de verhalen te vertellen van hun leven en avonturen. De verhalen van de vrouwen vormen een inspiratiebron voor seksueel misbruik en marteling van de slachtoffers, die geleidelijk in intensiteit toeneemt en eindigt in grote misère. 
Het werk werd tot het begin van de 20e eeuw niet gepubliceerd. Sindsdien is het vertaald in vele talen, waaronder Engels, Japans, Spaans, Russisch, Duits en Nederlands. Het blijft een zeer controversieel boek, dat door sommige regeringen is verboden vanwege de expliciete aard en thema's van seksueel geweld en extreme wreedheid. Desondanks blijft het werk van groot belang voor studenten en historici.

## Synopsis
De 120 Dagen van Sodom of De School der Losbandigheid van Marquis de Sade vertelt het verhaal van vier rijke mannen die 24 voornamelijk tienerslachtoffers tot slaaf maken en hen seksueel martelen terwijl ze luisteren naar verhalen van oude prostituees. Het boek is geschreven terwijl Sade gevangen zat in de Bastille waarbij hij het manuscript verborg in zijn cel. 

### Personages
Schurken
- Hertog De Blangis
- de Bisschop
- Président De Curval
- Durcet de bankier

Oude prostituees / vertelsters
- Madame Duclos
- Madame Champville
- Madame Martaine
- Madame Desgranges

"Neukers"
- Hercule, 26 jr.
- Antinoüs, 40 jr.
- Brise-Cul
- Bande-au-ciel

Slachtoffers
- Dochters van de 4 schurken: Julie (De Blangis' dochter); Constance (Durcets dochter); Adélaïde, 20 jr. (De Curvals dochter); Aline, 18 jr. (dochter van de bisschop).
- Vier oudere vrouwen: Marie, 58 jr.; Louison, 60 jr.; Thérèse, 62 jr.; Fanchon, 69 jr.
- Acht jongens en meisjes tussen 12 en 15 jr.

Meisjes:
- Augustine, 15
- Fanny, 14
- Zelmire, 15
- Sophie, 14
- Colombe, 13
- Hébé, 12
- Rosette, 13
- Mimi, 12

Jongens:
- Zélamir, 13
- Cupidon, 13
- Narcisse, 12
- Zephyr, 12
- Celadon, 14
- Adonis, 15
- Hyacinthe, 14
- Giton, 12

## Achtergronden
De Sade schreef de 120 Dagen van Sodom in 37 dagen in 1785 terwijl hij gevangen zat in de Bastille. Omdat hij geen schrijfmateriaal had en bang was voor confiscatie, schreef hij het in kleine letters op een doorlopende, 12 meter lange rol papier, bestaande uit individuele stukjes papier die de gevangenis in werden gesmokkeld en aan elkaar gelijmd. Toen de Bastille op 14 juli 1789, aan het begin van de Franse Revolutie, werd bestormd en geplunderd, geloofde De Sade dat het werk voor altijd verloren was en schreef later dat hij 'tranen van bloed huilde' over het verlies van z'n magnum opus.
De roman is opmerkelijk omdat het niet in een volledige vorm bestaat, waarbij alleen het eerste deel in detail is geschreven. Daarna worden de overige drie delen als concept geschreven, in notitievorm, waarbij de aantekeningen van De Sade voor zichzelf nog steeds aanwezig zijn in de meeste vertalingen. Of aan het begin of tijdens het schrijven van het werk, De Sade had duidelijk besloten dat hij het niet volledig zou kunnen voltooien en koos ervoor om de resterende driekwart kort op te schrijven en het later af te maken. Het werk is later tot een geheel verhaal afgemaakt naar aanleiding van De Sades notities. 
De lange rol papier waarop het was geschreven, werd echter verborgen in de muren van zijn cel gevonden en twee dagen voor de bestorming verwijderd door een burger genaamd Arnoux de Saint-Maximin. Historici weten weinig over Saint-Maximin of waarom hij het manuscript heeft meegenomen. Het werd voor het eerst gepubliceerd in 1904 door de Berlijnse psychiater Iwan Bloch (die een pseudoniem "Dr. Eugen Dühren" gebruikte om controverse te voorkomen). Pas in de tweede helft van de 20e eeuw werd het op grotere schaal verkrijgbaar in landen als het Verenigd Koninkrijk, de Verenigde Staten en Frankrijk. De originele rol werd in 2004 door Gérard Lhéritier gekocht van een Zwitserse verzamelaar voor € 7 miljoen en in 2014 verplaatst naar het Musée des Lettres et Manuscrits, Parijs, Frankrijk. Het is in 2015 door de Franse autoriteiten in beslag genomen. Voordat het in 2017 werd geveild, werd het tot nationale schat verklaard.

### Filmadaptaties
In het laatste vignet van L'Age d'Or (1930), de surrealistische film geregisseerd door Luis Buñuel en geschreven door Buñuel en Salvador Dalí, vertelt de ondertitelvertelling over een orgie van 120 dagen van verdorven handelingen - een verwijzing naar de 120 Dagen van Sodom - en vertelt ons dat de overlevenden van de orgie klaar zijn om tevoorschijn te komen. Uit de deur van een kasteel komt de Duc de Blangis tevoorschijn, die geacht wordt op Christus te lijken. Wanneer een jong meisje het kasteel uit rent, troost de Duc het meisje, maar begeleidt haar dan weer naar binnen. Een luide schreeuw wordt dan gehoord en hij komt weer terug met bloed op zijn gewaad en mist zijn baard.
In 1975 paste Pier Paolo Pasolini het verhaal van 't boek aan in een film, Salò, of de 120 dagen van Sodom (Salò o le 120 giornate di Sodoma). De film is qua setting getransponeerd van 18e-eeuws Frankrijk naar de laatste dagen van het fascistische regime van Benito Mussolini in de Republiek Salò. Salò wordt vaak genoemd als een van de meest controversiële films die ooit zijn gemaakt.

### Vertalingen in het Nederlands
- De 120 dagen van Sodom. Vertaling Claude C. Krijgelmans. Soethoudt, 1968, heruitgave De Dageraad, 1990.
- De 120 dagen van Sodom of De school der losbandigheid. Vertaling Hans Warren. Bert Bakker, 1969. Heruitgaven Bert Bakker, 1970, 1977, 1978.
- De 120 dagen van Sodom of De school der losbandigheid. Heruitgave Lekturama, 1990.
- De 120 dagen van Sodom of De school der losbandigheid. Heruitgave Ooievaar, 1993, 1994, 1998.
- De 120 dagen van Sodom of De school der losbandigheid. Heruitgave Pockethuis, 2004.
- De 120 dagen van Sodom. Heruitgave Het Parool-Bibliotheek, 2005.
- De 120 dagen van Sodom of De school der losbandigheid. Heruitgave Prometheus, 2020.